# Бряг БАНЗАРЕ
Бряг БАНЗАРЕ (на английски: Banzare Coast) е част от крайбрежието на Източна Антарктида, в източната част на Земя Уилкс, простиращ се между 66°15’ и 67° ю.ш. и 122° и 130°10’ и.д. Брегът заема част от източния участък на Земя Уилкс, попадащ в акваторията на Индоокеанския сектор на Южния океан. На запад граничи с Брега Сабрина, а на изток – с Брега Клари на Земя Уилкс. Западната част на крайбрежието е заето от шелфовите ледници Московски университет и Воейков, като северозападно и североизточно от последния е активна зона за образуване на айсберги. Между двата шелфови ледника далеч навътре се вдава заливът Полдинг, а на изток е разположен големия залив Порпес. Брегът БАНЗАРЕ е изцяло е покрит с континентален леден щит, дебелината на който надхвърля 1500 m. Над него стърчат отделни оголени върхове и нунатаки на малки и сравнително ниски крайбрежни планини и възвишения – Нортс и др. В шелфовия ледник Воейков и в залива Порпес се „вливат“ малки континентални ледници – Блер, Бел, Фрост, Сандфорд и др.
Брегът БАНЗАРЕ е открит и първично изследван със самолет през януари 1931 г. от британско-австралийско-новозеландскта антарктическа експедиция, ръководена от австралийския полярен изследовател Дъглас Моусън, който наименува този участък от крайбрежието на Земя Уилкс в чест на ръководената от него експедиция (акроним на английски: British-Australian-New Zealand Antarctic Research Expedition)..